# لیک جنوبی
لیک جنوبی (به لاتین: Southern Liech) یک ایالت در سودان جنوبی است که مرکز آن شهر لیر، سودان جنوبی است.

## خصوصیات
لیک جنوبی ۲۶۷٬۴۶۰ نفر جمعیت دارد.